# Теорба
Теорба — щипковий струнний інструмент, басовий різновид лютні.

## Будова
Теорба відрізняється від звичайної лютні великим корпусом та довгим грифом, а також більшою кількістю басових (бурдонних) струн, які удвічі довші від басових струн лютні. Таким чином, інструмент має 2 колкових механізми та два резонансні ящики.

## Історія
З'явилась у середині XVI століття у зв'язку з необхідністю розширення списку інструментів басового діапазону в опері та інших музичних творах. Теорба — ансамблевий інструмент, на ній також супроводжували спів. Винахідник теорби — Антоніо Барді (італ. Antonio Bardi).
В XVII — початку XVIII століття теорба була розповсюджена не тільки в Італії, але й у Британії та Німеччині й Голландії. Але з часом теорба перестала відповідати новим виконавським вимогам та була менш пристосована до нових акустичних умов великих будівель епохи бароко. Можливо, тому в середині XVIII століття вона вийшла з ужитку (останній виконавець на теорбі згадується як член Віденської капели в документах 1755 року).
На теренах Речі Посполитої й України зокрема, теорба перетворилась на торбан, інструмент трохи іншої будови і призначений для супроводження співу, який часто плутають із теорбою.

## Стрій теорби
Як правило, теорби мають 14 хорів струн, хоча на деяких інструментах знайдемо 15 чи навіть 19 хорів (Капсбергер).

## Техніка гри
На теорбі грають так само, як на лютні — притискаючи лівою рукою струни до грифа, вкорочуючи струни і таким чином видобуваючи ноти різної висоти, відтворюючи мелодії, басові ходи чи акорди. Права ж грає щипком, як на ренесансній лютні чи сучасній класичній гітарі.
Найбільш суттєві відмінності між технікою гри на теорбі та лютні в положенні великого пальця правої руки. На теорбі він протиставляється долоні, на відміну від гри на ренесансній лютні — де його положення — під рештою пальців. Як правило, при грі на теорбі великий палець повністю відповідає за гру на басових струнах. Гра відбувається м'якою частиною пальців, хоч є і випадки гри нігтями, як це рекомендували Піккініні, Томас Мейс чи Сільвіус Леопольд Вайс. Використання нігтів пропонувалось в контексті ансамблевої гри, де якість тону підпорядковується гучності інструмента.

## Твори для теорби
Твори для теорби створювала низка європейських композиторів, серед яких —
- Беллерофонте Кастальді (1580—1649)
- Жан-Батіст Безар (1567—1617)
- Йоган Єронім Карсбергер (1580—1651)
- Алессандро Піччіні (1566—1638)

## Галерея

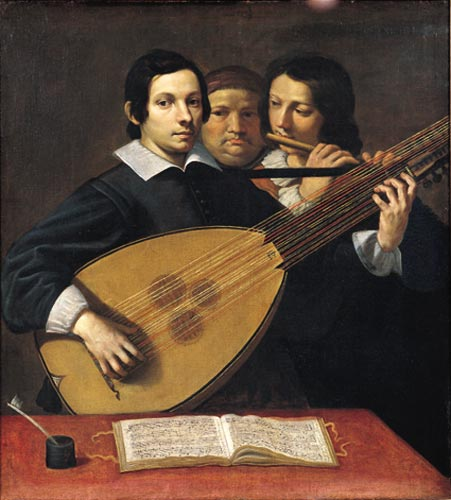
Людовіко Лана. «Портрет Джироламо Валеріані з теорбою»
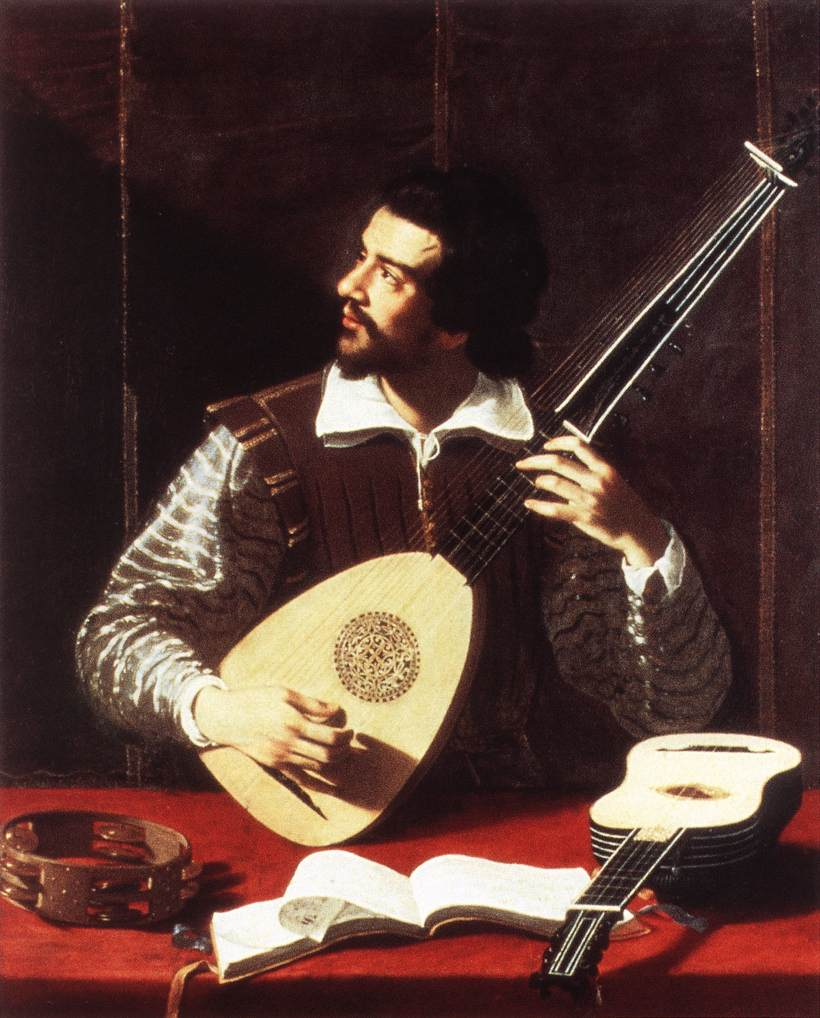
Антіведуто Граматіка. «Музи́ка з теорбою».
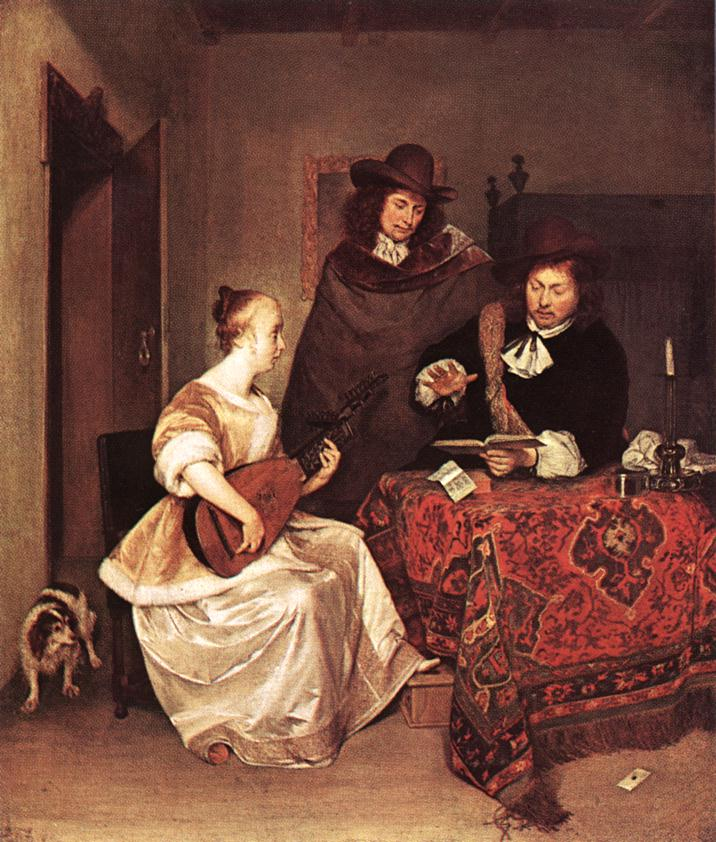
Герард Терборх. «Панянка грає на теорбі для двох кавалерів»
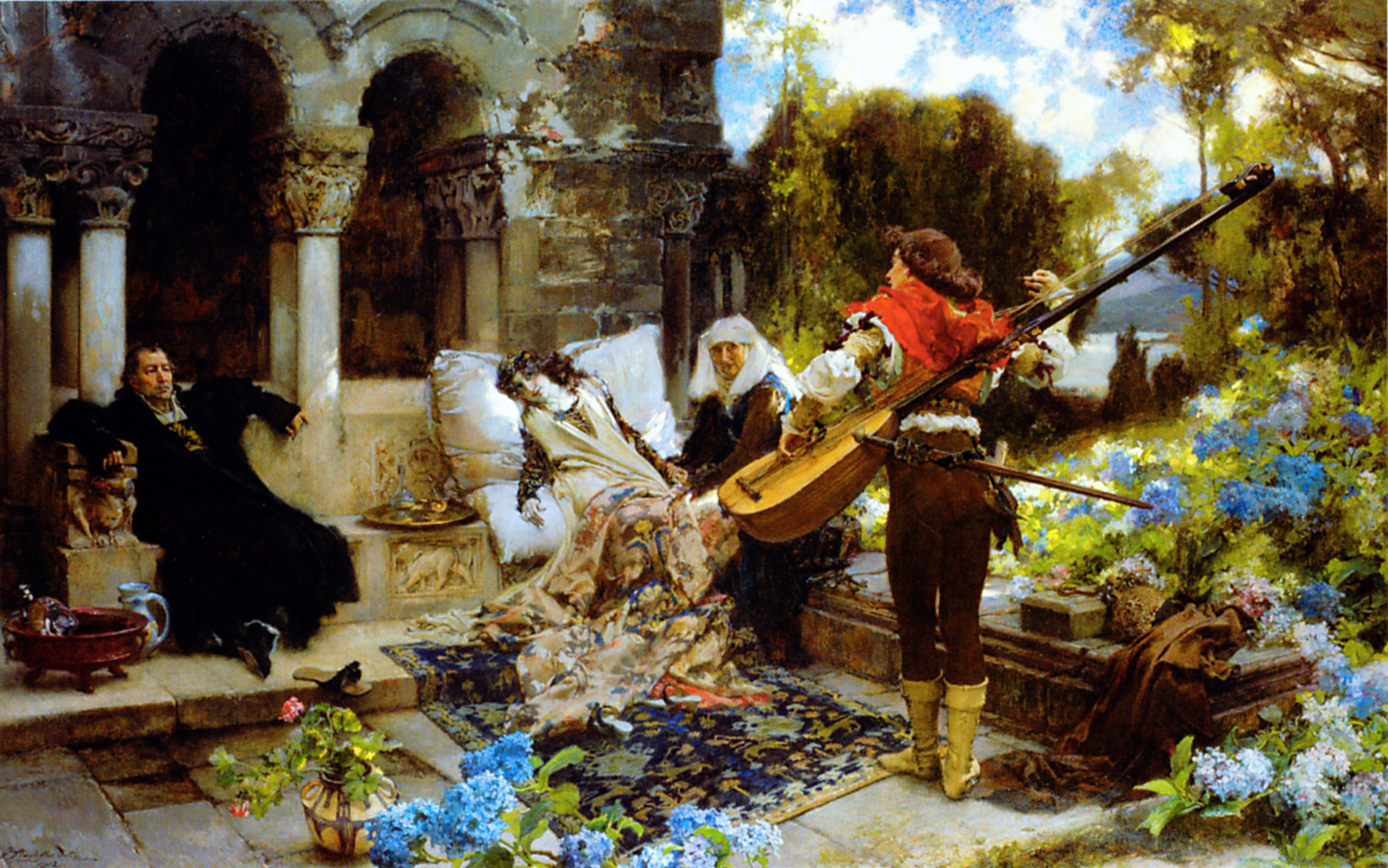
Франсіско Праділья. «Пісня про кохання» або «Пісня мавра»